# Júnio Veldumniano
Júnio Veldumniano (em latim: Iunius Veldumnianus) foi oficial romano do século III, ativo durante o reinado do imperador Aureliano (r. 270–275). Talvez era parente de Treboniano Galo (r. 251–253) e pode ser associado, ou era pai, do pretor urbano homônimo que esteve ativo no final do século III ou começo do IV. Em 272, tornou-se cônsul posterior com Postúmio Quieto.